# Cam Atkinson
Cameron Thomas „Cam“ Atkinson (* 5. Juni 1989 in Riverside, Connecticut) ist ein US-amerikanischer Eishockeyspieler, der seit Juli 2024 bei den Tampa Bay Lightning in der National Hockey League unter Vertrag steht. Zuvor verbrachte der rechte Flügelstürmer über zehn Jahre bei den Columbus Blue Jackets und lief drei Saisons für die Philadelphia Flyers auf.

## Karriere
Cam Atkinson begann seine Karriere als Eishockeyspieler am Boston College, das er von 2008 bis 2011 besuchte, während er parallel für dessen Eishockeymannschaft in der Hockey East aktiv war. 2010 gewann der Flügelspieler mit dem Boston College die NCAA-Meisterschaft sowie den Meistertitel der Hockey East. Er selbst wurde in das zweite All-Star-Team der Hockey East gewählt. 2011 wurde er ebenfalls Meister der Hockey East mit dem Boston College. Er selbst wurde 2011 zudem zum wertvollsten Spieler der Hockey East sowie in deren erstes All-Star-Team gewählt. Zudem folgte die Wahl in das erste All-American-Team der NCAA.
Beim NHL Entry Draft 2008 wurde Atkinson in der sechsten Runde als insgesamt 157. Spieler von den Columbus Blue Jackets ausgewählt. Gegen Ende der Saison 2010/11 gab er sein Debüt im professionellen Eishockey, als er für Columbus’ Farmteam Springfield Falcons in fünf Spielen in der American Hockey League drei Tore und zwei Vorlagen erzielte. In der folgenden Spielzeit lief der US-Amerikaner erstmals für die Columbus Blue Jackets in der National Hockey League auf. In seinem Rookiejahr erzielte er in 27 NHL-Spielen je sieben Tore und sieben Vorlagen. Parallel spielte er jedoch weiterhin überwiegend für die Springfield Falcons in der AHL und nahm am AHL All-Star Classic teil.
Mit Beginn der Spielzeit 2013/14 etablierte sich der Angreifer im Aufgebot der Blue Jackets und führte sein Team in den Saisons 2015/16 (mit Brandon Saad) und 2016/17 in Scorerpunkten an. Im November 2017 unterzeichnete er einen neuen Siebenjahresvertrag in Columbus, der ihm – mit der Spielzeit 2018/19 beginnend – ein durchschnittliches Jahresgehalt von 5,875 Millionen US-Dollar einbringen soll. In eben dieser Saison erzielte Atkinson 41 Treffer und egalisierte damit den Franchise-Rekord von Rick Nash aus dem Jahre 2004.
Nach über zehn Jahren bei den Blue Jackets wurde Atkinson im Juli 2021 im Tausch für Jakub Voráček an die Philadelphia Flyers abgegeben. Er verließ Columbus somit nach 627 Spielen, 213 Toren und 402 Punkten, wobei er zu diesem Zeitpunkt in allen drei Kategorien in der Geschichte des Franchise nur von Rick Nash übertroffen wurde. In weiterer Folge verpasste er die gesamte Saison 2022/23 aufgrund eines Bandscheibenvorfalls im Halswirbelbereich. Nach der Spielzeit 2023/24 wiederum bezahlten ihm die Flyers sein verbleibendes Vertragsjahr aus (buy-out), sodass er sich im Juli 2024 als Free Agent den Tampa Bay Lightning anschloss.

### International
Mit der Nationalmannschaft der USA nahm Atkinson an den Weltmeisterschaften 2012 und 2018 teil und gewann dabei 2018 die Bronzemedaille.

## Erfolge und Auszeichnungen
| - 2010 Lamoriello-Trophy-Gewinn mit dem Boston College - 2010 Hockey East Second All-Star-Team - 2010 NCAA-Division-I-Championship mit dem Boston College - 2011 Lamoriello-Trophy-Gewinn mit dem Boston College - 2011 Hockey East First All-Star-Team | - 2011 Hockey East Tournament MVP - 2011 NCAA First All-American-Team - 2012 Teilnahme am AHL All-Star Classic - 2017 Teilnahme am NHL All-Star Game - 2019 Teilnahme am NHL All-Star Game |

### International
- 2018 Bronzemedaille bei der Weltmeisterschaft

## Karrierestatistik
Stand: Ende der Saison 2024/25

### International
Vertrat die USA bei:
- Weltmeisterschaft 2012
- Weltmeisterschaft 2018

(Legende zur Spielerstatistik: Sp oder GP = absolvierte Spiele; T oder G = erzielte Tore; V oder A = erzielte Assists; Pkt oder Pts = erzielte Scorerpunkte; SM oder PIM = erhaltene Strafminuten; +/− = Plus/Minus-Bilanz; PP = erzielte Überzahltore; SH = erzielte Unterzahltore; GW = erzielte Siegtore; 1 Play-downs/Relegation; Kursiv: Statistik nicht vollständig)